# Jean Discart
Giovanni Battista Discart, meglio noto come Jean Discart (Modena, 5 ottobre 1855 – Parigi, 1º gennaio 1940), è stato un pittore italiano naturalizzato francese noto principalmente per i suoi ritratti e le scene orientali. Lavorò principalmente in Francia e nei Paesi Bassi.

## Biografia
Nacque a Modena e fu battezzato il 6 ottobre 1855 presso la Chiesa di San Domenico. Suo padre, Francesco Ferdinando Discart (Modena, 6 marzo 1819 – Vienna, 27 giugno 1893), lavorò alla corte di Francesco IV d'Austria-Este, duca di Modena e Reggio; fu sposato con Emilia Goldini (Livorno, 1819 – Modena, 23 agosto 1895). Dopo essersi diplomato al ginnasio nel 1869, a soli quattordici anni si iscrisse all'Accademia di Belle Arti di Vienna dove studiò quasi ininterrottamente fino al 1880; fra i suoi professori ebbe Leopold Karl Müller e Anselm Feuerbach che ebbero la maggiore influenza sul suo stile. Rifiutò di continuare gli studi dopo la morte di Feuerbach. 
Intorno al 1880/81 si stabilì a Parigi, unendosi ad alcuni suoi compagni studenti dell'Accademia di Vienna. Fu lì che sviluppò per la prima volta un interesse per l'orientalismo e molto probabilmente creò le sue prime opere in quel genere a Tangeri. In seguito visitò il Marocco e potrebbe essere stato in altre parti del Nord Africa, sebbene ciò non sia ben documentato. Le sue visite continuarono fino al 1920. A differenza di molti altri orientalisti, le sue opere erano incentrate sulla vita quotidiana e le sue minuzie, piuttosto che su paesaggi urbani, paesaggi e harem. Probabilmente ha creato alcuni dipinti da fotografie.
Dal 1895 circa dipinse ritratti nei Paesi Bassi. I suoi soggetti provenivano principalmente da famiglie nobili, come i Van Lynden, i Van Limburg-Stirum, i Van Tuyll, i Van Heemstra e i Van Heeckeren. Nel 1909 realizzò un grande ritratto del re Alberto I del Belgio in occasione della sua ascesa al trono. I suoi ultimi ritratti conosciuti, i pastelli dei Van Lynden, furono realizzati nel 1929. La maggior parte di essi si trova in collezioni private.
Morì nella sua casa di Parigi nel 1940.

## Galleria d'immagini

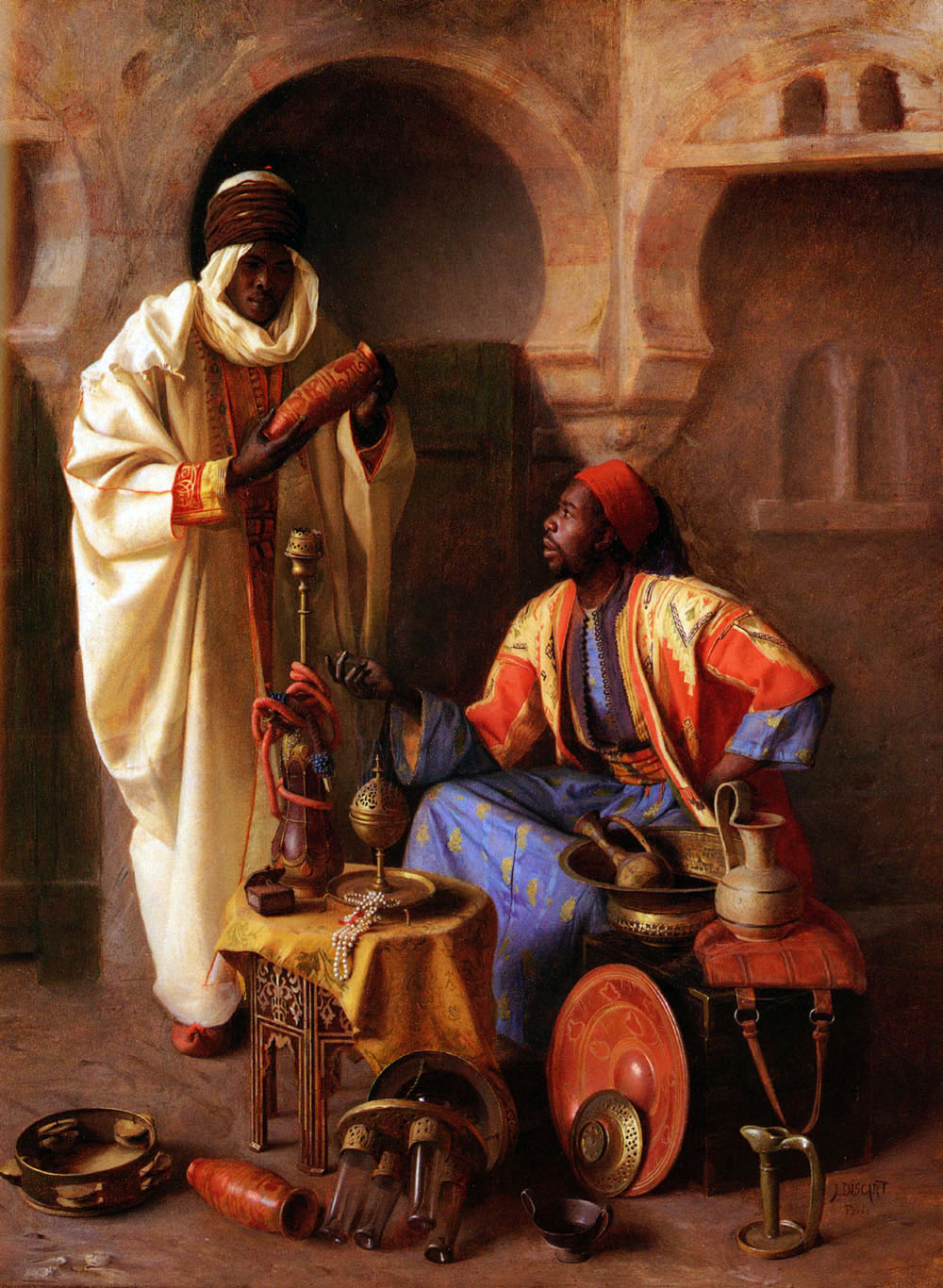
Gli intenditori
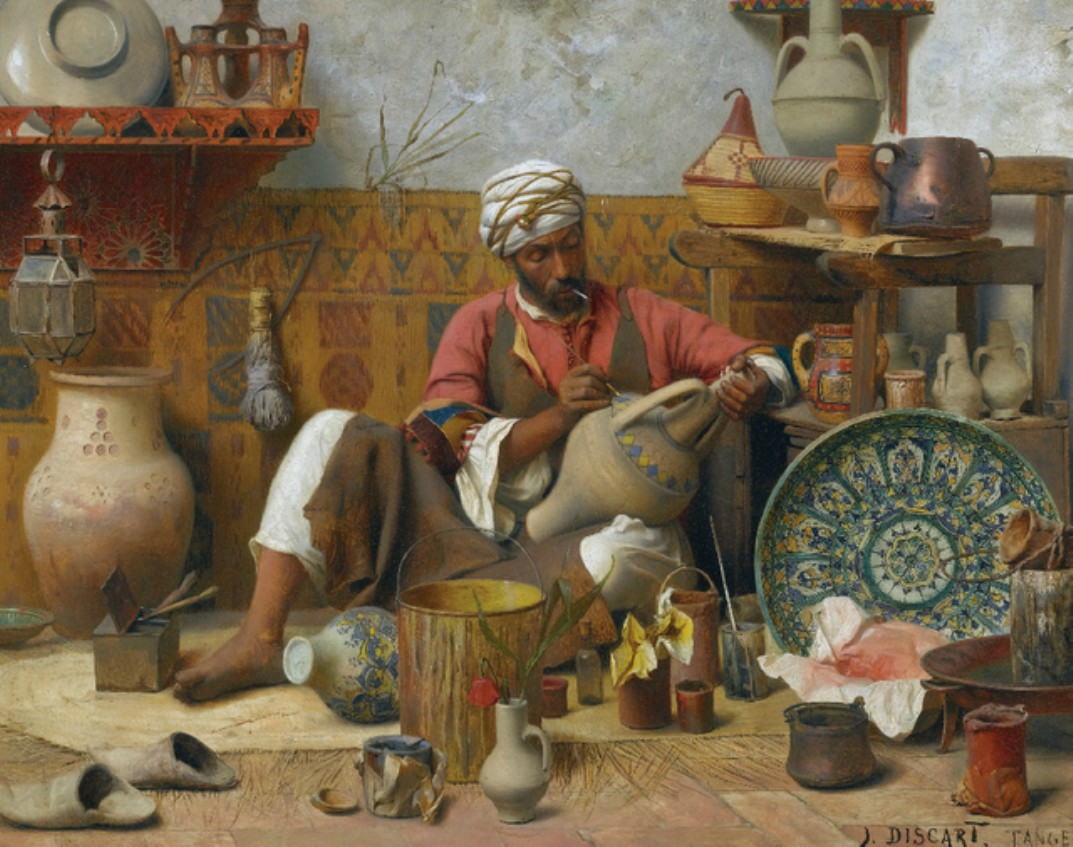
Il laboratorio di ceramica
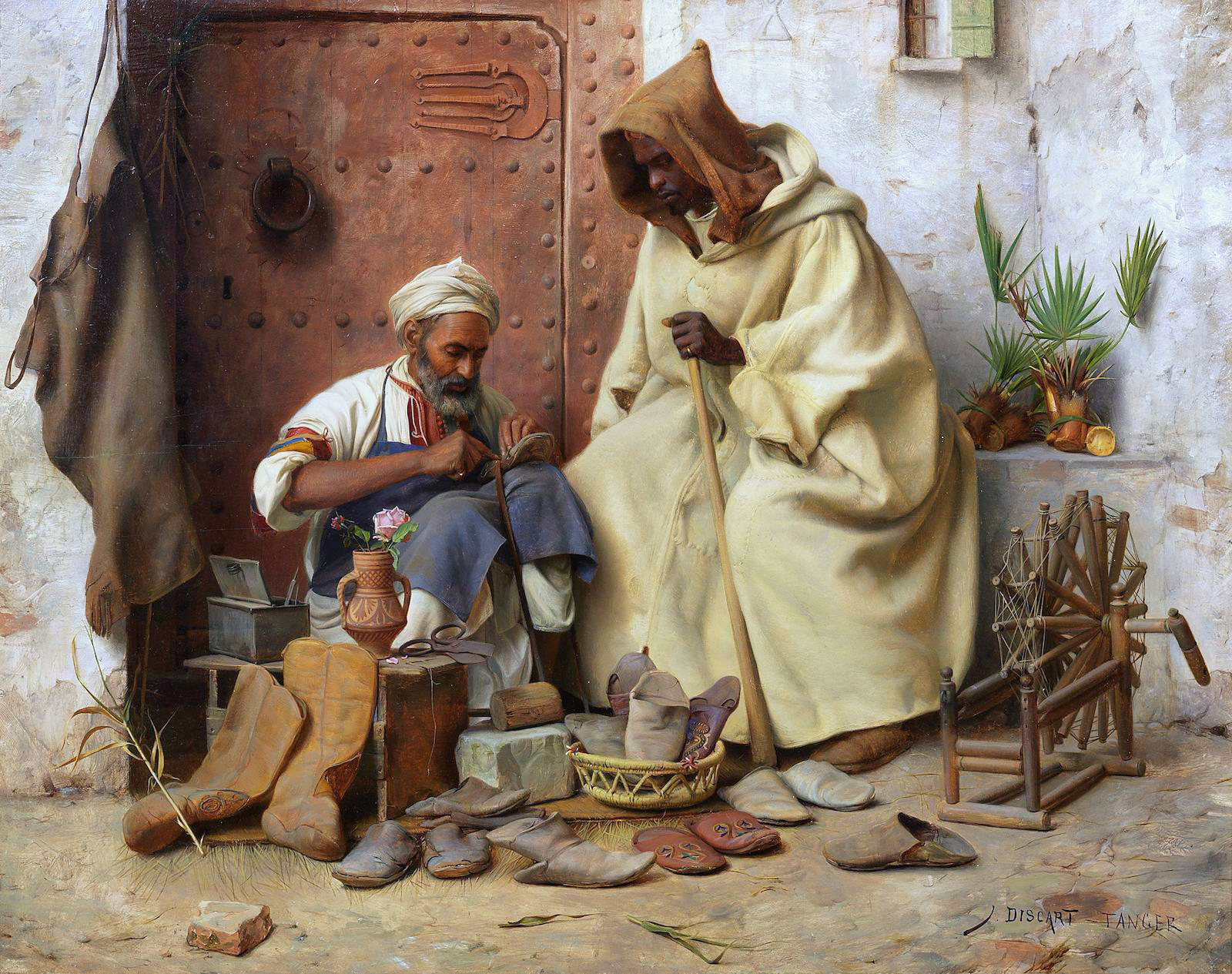
Il ciabattino
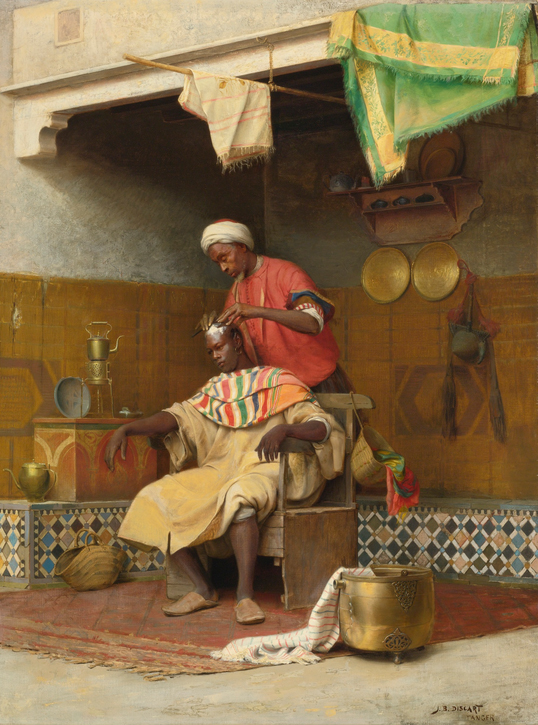
Il barbiere